# NGC 411
NGC 411 là một cụm sao mở cách Trái Đất khoảng 55.000 parsec (180.000 năm ánh sáng) nằm trong chòm sao Đỗ Quyên. Nó được phát hiện vào năm 1826 bởi James Dunlop. Nó được Dreyer mô tả là "cực kỳ mờ nhạt, khá lớn, tròn, dần dần rất ít ở giữa."  Ở khoảng cách khoảng 180.000 năm ánh sáng (55.000 Parsec), nó nằm trong Đám mây Magellan nhỏ.
NGC 411 được chụp bằng Kính viễn vọng Không gian Hubble vào năm 2013, cho thấy sự phong phú của các ngôi sao từ màu xanh đến màu đỏ. Đặc biệt, điều này dường như cho thấy cụm sao trẻ hơn nhiều so với suy nghĩ trước đây: tuổi của nó được ước tính khoảng 1,5 tỷ năm tuổi, tương đối trẻ về mặt thiên văn học.   Tuy nhiên, những kết quả này đã bị thách thức bởi một nhóm khác nói rằng những ngôi sao trẻ này thực sự có thể chỉ là những ngôi sao nền, và do đó không liên quan đến thể chất.